# Kościół Spirito Santo w Wenecji
Kościół Spirito Santo w Wenecji (pol. kościół Ducha Świętego) – rzymskokatolicki kościół w Wenecji, w dzielnicy (sestiere) Dorsoduro. 
Jest kościołem filialnym parafii Santa Maria del Rosario w Patriarchacie Wenecji.

## Historia
Kościół i klasztor augustianów zostały założone w 1483 roku przez Marię Caroldo, dominikańską wysłanniczkę od Katarzyny ze Sieny. W 1506 roku kompleks został przebudowany według projektu Antonia Abbondiego. W tym samym roku dobudowano również Scuolę, znajdującą się z prawej strony kościoła i mającą bardzo podobną do niego fasadę. W 1520 zbudowano nabrzeże Fondamenta delle Zattere, a absydę starego kościoła rozebrano. W rezultacie odwrócono jego orientację budując obecną lombardiańską fasadę. Kościół został ukończony w 1524 roku przez Giacomo de Bernardisa, pod nadzorem Abbondiego. Został zamknięty w 1806 roku, ale po kilku latach ponownie go otwarto. Scuola w 1810 roku została przekształcona w magazyn. Obecnie jest własnością prywatną.

## Wnętrze
Wnętrze jest jednonawowe. Barokowy ołtarz główny jest flankowany spiralnie skręconymi kolumnami. Przy wewnętrznej ścianie fasady znajduje się pomnik historyka Paolo Paruty. Pomnik pochodzi z 1651 roku, a jego przypuszczalnym autorem jest Baldassare Longhena. Pochowani tu zostali również brat i syn Paruty. Z obrazów wyróżnia się płótno Zaślubiny Maryi pędzla Palmy młodszego.